# Notranje zadeve (film)
Notranje zadeve (angleško Inland Empire) je francoski-poljsko-ameriški eksperimentalni psihološki film iz leta 2006, ki ga je režiral, koproduciral, montiral ter zanj napisal scenarij in glasbo David Lynch. V glavnih vlogah nastopajo pogosti igralci v Lynchevih filmih, kot so Laura Dern, Justin Theroux, Harry Dean Stanton in Grace Zabriskie, ob njih pa še Jeremy Irons, Karolina Gruszka, Peter J. Lucas, Krzysztof Majchrzak in Julia Ormond. Podnaslov filma je »Ženska v težavah«: zgodba prikazuje razdrobljene in moraste dogodke hollywoodske igralke (Laura Dern), ki prevzame persono svojega lika iz domnevno preklete filmske produkcije. Film je bil posnet v mednarodni koprodukciji, snemanje je potekalo v Los Angelesu in na Poljskem. Posnet je bil brez končanega scenarija, snemanje je potekalo prizor za prizorom z videokamero nizke ločljivosti Sony DCR-VX1000, ki jo je upravljal Lynch sam.
Film je bil primerno prikazan 6. septembra 2006 na 63. beneškem filmskem festivalu. Naletel je na pretežno pozitivne, a zelo različne ocene kritikov, ki so v ospredje postavljali predvsem težke in nadrealistične elemente filma. Francoska revija Cahiers du Cinéma ga je izbrala za drugi najboljši film leta 2007, drugo mesto si je delil še z dvema filmoma, britanska revija Sight & Sound ga je uvrstila na »seznam tridesetih najboljših filmov v 2000. letih«, britanski časopis The Guardian pa na seznam »desetih najbolj podcenjenih filmov desetletja«. Leta 2022 sta Lynch in Janus Films izdala popravljeno verzijo filma, ki je Lyncheva zadnja stvaritev pred smrtjo leta 2025.

## Vloge
- Laura Dern kot Nikki Grace / Sue Blue
- Jeremy Irons kot Kingsley Stewart
- Justin Theroux kot Devon Berk / Billy Side
- Harry Dean Stanton kot Freddie Howard
- Julia Ormond kot Doris Side
- Diane Ladd kot Marilyn Levens
- Peter J. Lucas kot Piotrek Krol / Smithy
- Grace Zabriskie kot 1. obiskovalka
- Mary Steenburgen kot 2. obiskovalka
- Karolina Gruszka kot izgubljeno dekle
- Krzysztof Majchrzak kot fantom
- Ian Abercrombie kot butler Henry
- Nae Yūki kot ženska na ulici
- Terry Crews kot moški na ulici
- William H. Macy kot napovedovalec
- Tracy Ashton kot Marinina sestra
- Leon Niemczyk kot Marek
- Jan Hencz kot Janek
- Jordan Ladd kot Terri
- Laura Harring kot Jane Rabbit / gostja na zabavi
- Scott Coffey kot Jack Rabbit
- Naomi Watts kot Suzie Rabbit
- David Lynch (glas) kot Bucky
- Nastassja Kinski kot gospa
- Dominique Vandenberg kot železniški delavec
- Ben Harper kot pianist (ni naveden)